# خوان فيلا
خوان فيلا (بالإسبانية: Juan Villa)‏ هو لاعب كرة قدم كولومبي في مركز الوسط، ولد في 10 أكتوبر 1999 في El Bagre ‏ في كولومبيا. لعب مع نادي جل فيسنتي.

## وصلات خارجية
- خوان فيلا على موقع قاعدة بيانات كرة القدم.إي يو (الإنجليزية)
- خوان فيلا على موقع Soccerway.com (الإنجليزية)